# 象山書院
象山書院は、1839年（天保10年）に佐久間象山が神田お玉ヶ池に開いた私塾。玉池書院ともいう。
「俊英達識、傲岸にして人に下らず」と言われていた佐久間象山ではあったが、1844年(天保15年・弘化元年)に、著名な教育者・朱子学者であった伊予小松藩の近藤篤山に請い、「懐貞」の揮毫と「尊所聞行所知（聞所を尊び知るところを行ふ）」の言葉を贈られている。また、度重なる依頼の末「庁事」、「象山書院」の扁額も贈られ塾に掲げている。
1851年（嘉永4年）には江戸木挽町にあらたに「五月塾」を開いた。

## 概要

### 沿革
佐久間象山は漢学者・朱子学者としては早くに一家をなし、湯島聖堂の佐藤一斎の門下として名の知れた学者であった。天保10年、29歳で神田お玉ヶ池に「象山書院」を開いて弟子をとったのが始まりである。隣に梁川星巌がいた。翌11年には『江戸名家一覧表』にその名が載せられて本人も自信満々になったといわれる。のちに象山の主君である松代藩主・真田幸貫が老中となり、海防掛となったため、象山は海防のことを研究し始める。象山は塾を明けて伊豆韮山の西洋砲術家・江川英龍の下に入門したが退塾して下曽根金三郎について砲術を習った。蘭学については、象山は34歳から本格的に研究し始めた晩学で、塾で黒川良安と交換教授を始め、窮理・兵法を修めた。弘化4、5年頃には蘭人ベウセルの砲術書を読んで、小砲を鋳造したり、ショメールの百科全書によって硝子を製造したりしている。弘化3年には象山が帰藩したため塾は閉鎖されることとなった。帰藩している間、象山は多彩な活動を続けていた。1850年（嘉永3年）には江戸居住を許され木挽町（現在の東京都中央区銀座）に「五月塾」を開設して砲術、西洋学を講じる。門下は数百人に及んだといわれる。元治元年3月17日、象山は幕府の命により、上洛して開国論をとなえるという危険な仕事に就いた。攘夷論渦巻く京都で攘夷派の標的となり、三条木屋町通りで刺客に襲われることとなった。
象山の塾に訪れた主な人物には、吉田松陰・小林虎三郎・勝麟太郎・橋本左内・武田斐三郎・河井継之助・山本覚馬など、幕末・明治維新に多大な影響を与える精鋭が数多くいる。

### 中津藩・慶應義塾
蘭学とは所縁の深い中津藩江戸藩邸に近い木挽町にあった佐久間象山の塾に、中津藩は藩の子弟を数多く送り込み、象山は中津藩のために西洋式大砲二門を鋳造し上総国の姉ヶ崎で試射したり、藩邸に招待されて学問を教授したりしている。そのため中津藩の調練は他藩に比べておおいに進歩しており、象山に学んだ藩士・岡見彦三は江戸藩邸内に蘭学塾を設けて、中津藩家老が適塾の塾頭をしていた福澤諭吉を招聘して蘭学所（慶應義塾の前身）の講師とさせた。さらに、象山の息子・新撰組隊士の佐久間恪二郎が勝海舟の紹介で慶應義塾に入塾しているため、象山塾の洋学の系譜は初期の慶應義塾に亜流の形で伝わることとなった。島津文三郎など、象山から直接免許皆伝を得た者もおり、また福澤諭吉も岡見が所蔵していた佐久間象山の貴重な洋書を読んでおり、立田革など松代藩で共に蘭学を学び、慶應義塾に移ってきた者もいる。
慶應義塾が発足するに至るのは、中津藩が佐久間象山の勧めで洋式大砲二門を購入したはよいが、肝腎の象山が吉田松陰の密航事件の連座で信州などに蟄居されてしまい、後を薩摩藩の松木弘安、杉亨二らが担当していたが、幕府において勝海舟の台頭もあったので、大砲も判り勝とも通じる福沢諭吉が後任として中津藩の蘭学塾を任されることになったのである。福澤は、幕府の翻訳方となり渡欧前から仙台藩や紀州藩、三田藩、長岡藩とも交流や資金提供があり、帰国後はこれらの藩士らの入塾も相次いだため、慶応4年に慶應義塾を江戸藩邸で創設するに至った。